# Rudolf Signer
Rudolf Signer (Herisau, 17 de março de 1903 – Gümlingen, 1 de dezembro de 1990) foi um químico suíço que contribuiu para a descoberta da estrutura do ADN.
Professor de química orgânica na Universidade de Berna de 1935 até 1972.

## Prémios
- 1949 - Medalha Lavoisier (SCF)[1]